# Jigodin-Băi, Harghita
Jigodin-Băi (maghiară Zsögödfürdő) este o localitate componentă a municipiului Miercurea Ciuc din județul Harghita, Transilvania, România.
 Acest articol despre o localitate din județul Harghita este deocamdată un ciot. Puteți ajuta Wikipedia prin completarea lui.